# Jan Kirchhoff
 (décembre 2023).
Si vous disposez d'ouvrages ou d'articles de référence ou si vous connaissez des sites web de qualité traitant du thème abordé ici, merci de compléter l'article en donnant les références utiles à sa vérifiabilité et en les liant à la section « Notes et références ».
Jan Kirchhoff est un footballeur allemand, né le 1er octobre 1990 à Francfort-sur-le-Main. Il évolue comme stoppeur à KFC Uerdingen.

## Biographie
À l'été 2013, il signe au Bayern Munich. Le 27 décembre, en manque de temps jeu (il n'a joué que 11 matches toutes compétitions confondues), il est prêté à Schalke 04.
Le 7 janvier 2016, il rejoint le club de Sunderland.
Le 22 février 2018 il rejoint Bolton Wanderers.

## Palmarès
- Championnat d'Allemagne : 2014